# Bizanos
Bizanos è un comune francese di 4 924 abitanti situato nel dipartimento dei Pirenei Atlantici nella regione della Nuova Aquitania.

## Storia
Il villaggio esisteva già all'epoca gallo-romana e i primi riferimenti al nome Bizanos risalgonio all'inizio del XII secolo con la famiglia di Raymond de Bisanos.
Nel 1385, Bizanos contava tredici focolari e dipendeva dal baliato e siniscalcato di Pau. Il feudo di Bizanos era nella viscontea di Béarn.
Fino alla metà del XVIII secolo era un villaggio orticolo e agricolo che contava meno di 450 abitanti.
Dopo la rivoluzione francese, la costruzione della strada che collega Pau a Nay contribuì allo sviluppo demografico ed economico della città.

## Società

### Evoluzione demografica
Abitanti censiti